# Anfión de Cnosos
Anfión de Cnosos (en griego antiguo: ᾿Αμϕίων, romanizado: Amphīon) fue un antiguo escultor griego, activo en la segunda mitad del siglo V a. C.
Hijo de Acéstor, también escultor, discípulo  de Ptólico de Córcira (a su vez discípulo de Critio) y maestro de Pisón de Calauria.
Fue el autor de un grupo escultórico en el que Bato, fundador de Cirene y progenitor de la dinastía de los batíadas, aparece representado en triunfo sobre un carro, conducido por la ninfa Cirene y coronado por la personificación de Libia. Este grupo fue dedicado en Delfos por los cireneos.